# 金凤花
金凤花（学名：[Impatiens cyathiflora] 错误：{{Lang}}：文本有斜体标记（帮助））是凤仙花科凤仙花属的植物，是中国的特有植物。分布于中国大陆的云南等地，生长于海拔1,900米至2,300米的地区，多生于山坡混交林下潮湿处及草丛中。